# Episodi di Adelheid und ihre Mörder (seconda stagione)
La seconda stagione della serie televisiva Adelheid und ihre Mörder è stata trasmessa in anteprima in Germania da Das Erste tra il 6 ottobre 1998 e il 26 gennaio 1999.
| nº | Titolo originale       | Titolo italiano | Prima TV Germania | Prima TV Italia |
| -- | ---------------------- | --------------- | ----------------- | --------------- |
| 1  | Hochzeitsnacht im Sarg | inedito         | 6 ottobre 1998    | inedito         |
| 2  | Mord mit Monogramm     | inedito         | 13 ottobre 1998   | inedito         |
| 3  | Der letzte Akt         | inedito         | 20 ottobre 1998   | inedito         |
| 4  | Schuß in den Ofen      | inedito         | 27 ottobre 1998   | inedito         |
| 5  | Die Liebesinsel        | inedito         | 10 novembre 1998  | inedito         |
| 6  | Kriminaltango          | inedito         | 17 novembre 1998  | inedito         |
| 7  | Mango Mortale          | inedito         | 24 novembre 1998  | inedito         |
| 8  | Leiche vom Dienst      | inedito         | 8 dicembre 1998   | inedito         |
| 9  | Wunder der Technik     | inedito         | 15 dicembre 1998  | inedito         |
| 10 | Sondereinsatz          | inedito         | 5 febbraio 1999   | inedito         |
| 11 | Mondsteinserenade      | inedito         | 12 gennaio 1999   | inedito         |
| 12 | Inter-Pohl             | inedito         | 19 gennaio 1999   | inedito         |
| 13 | Das grosse Los         | inedito         | 26 gennaio 1999   | inedito         |